# Lucha de las mujeres igbo
La Lucha de las mujeres igbo es uno de los pasajes más importantes de la lucha de la mujer en África.
Comienza en Nigeria en noviembre de 1929, cuando miles de mujeres de la etnia igbo en el distrito de Bende, los alrededores de Umuahia, Ngwa y otras localidades del sur del país viajaron a Oloko para protestar contra los jefes de garantía, autoridades locales a quienes acusaban de restringir el papel y participación de la mujer en el gobierno. Este incidente se llamó la Guerra de la mujer igbo de 1929 (en idioma igbo Ogu Ndem, la lucha de las mujeres) y fue organizada y liderada por mujeres del medio rural de las provincias de Owerri y Calabar. Durante los hechos, se forzó a la dimisión de varios "jefes de garantía" y se atacaron dieciséis cortes nativas, la mayor parte de las cuales fueron totalmente destruidas o incendiadas.

## Resultados
Como resultado de las protestas, la posición de la mujer en la sociedad mejoró de forma visible. En algunas áreas, las mujeres reemplazaron a los jefes de garantías y pudieron ocupar asiento en las cortes nativas. Tras esta lucha, además, existieron otros movimientos y luchas de mujeres por el poder inspirados en esta, en la región de Ngwaland hasta la década de los 60, incluyendo las protestas de 1938 por la subida indiscriminada de impuestos, las protestas de Oil Mill en las provincias de Owerri y Calabar en la década de los 40 y la revuelta de los impuestos de Aba y Onitsha en 1956. En dos ocasiones los oficiales británicos del distrito recurrieron a las fuerzas de seguridad para terminar con las protestas. Durante esas ocasiones más de 50 mujeres fueron tiroteadas y otras 50 arrestadas.